# Corpo volontari della libertà

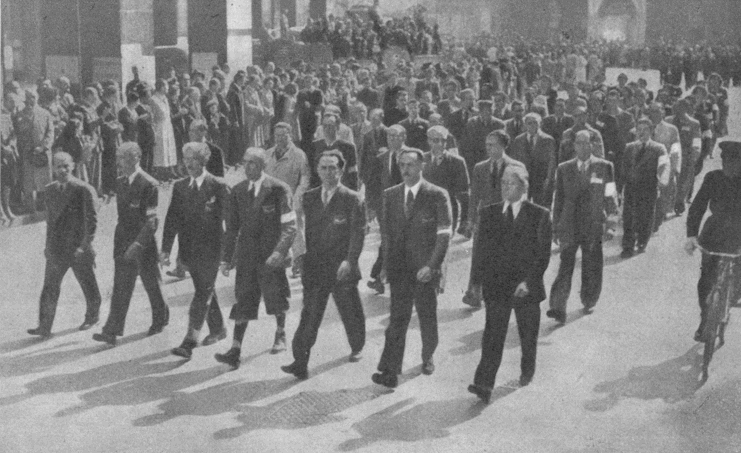
Il Comando generale del CVL apre la sfilata del 6 maggio 1945 a Milano.

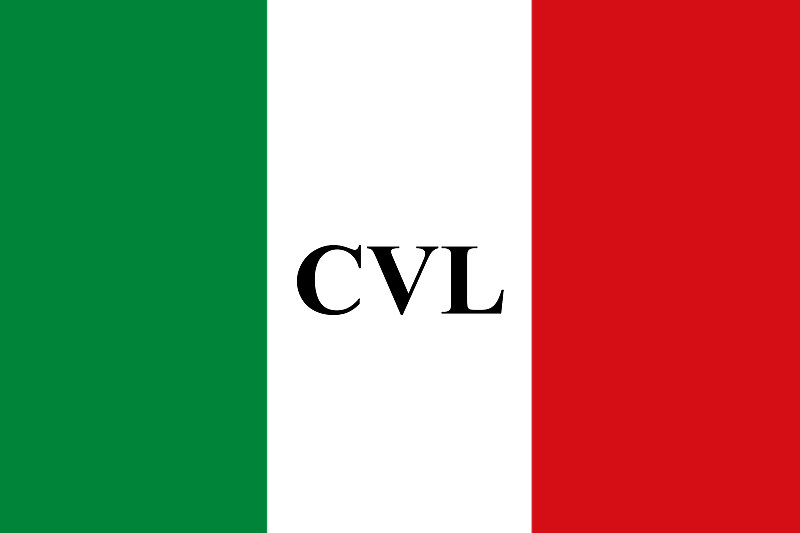
La Bandiera del CVL, insignita della Medaglia d'oro al valor militare

Il Corpo volontari della libertà (CVL) è stato la struttura militare di coordinamento generale della Resistenza italiana durante la seconda guerra mondiale ufficialmente riconosciuta sia dagli Alleati che dai governi del Comitato di Liberazione Nazionale.

## Storia
A partire dal settembre 1943 formazioni irregolari di partigiani iniziarono ad operare per la cacciata degli occupanti nazisti e dei fascisti che, loro collaborazionisti, avevano creato nel nord del Paese la repubblica di Salò.
Il 9 gennaio 1944 il Comitato di Liberazione Nazionale deliberò la creazione di un comando generale che coordinasse l'azione dei gruppi di combattenti per la liberazione; il provvedimento diventò operativo il 9 giugno 1944, anche se la delibera definitiva è datata 19 giugno.

### Estate-autunno 1944
Il comando generale fu costituito dal Comitato Liberazione Nazionale con il supporto delle forze alleate e del governo di unità nazionale e operò inviando norme generali, formando comandi regionali e sezioni interne (operazioni, sabotaggio, mobilitazione e servizi)  e garantendo, per quanto possibile, un indirizzo unitario alla lotta partigiana.
Il comando generale stabilì la sua sede a Milano; i primi comandanti furono Luigi Longo in rappresentanza delle brigate Garibaldi (PCI), Ferruccio Parri per le Brigate Giustizia e Libertà (Partito d'Azione), Enrico Mattei per le Brigate del popolo, Giovanni Battista Stucchi per le brigate Matteotti e Mario Argenton per le formazioni autonome.  
Le attività del CVL si strutturarono, oltre che sulle operazioni militari, intorno agli aviorifornimenti di armi e materiale da parte degli alleati, le attività di raccolta e trasmissione informazioni, i servizi di assistenza e sanitari per i partigiani e le loro famiglie, e l'ufficio stampa e propaganda.
Nell'agosto 1944 il generale Cadorna, dopo essere stato paracadutato in nord Italia e aver raggiunto Milano, assunse il ruolo di consulente militare del comando su mandato del governo Bonomi e del comando alleato. Il suo arrivo modificò gli equilibri interni al CVL, che fino a quel momento erano stati retti principalmente da Longo e Parri (PCI e PdA), e creò una direzione a tre.

### Inverno 1944-45
L'estate del 1944  segnò l'apice dell'offensiva partigiana, condotta nell'ottica di un'imminente disfatta totale delle Potenze dell'Asse e della preparazione all'insurrezione generale. In questa prospettiva, il proclama Alexander del 13 novembre 1944, che richiedeva di cessare ogni operazione organizzata e di attestarsi su posizioni difensive in vista dell'inverno, fu un colpo duro e inatteso. Il 2 dicembre 1944 il CVL diramò una direttiva per l'applicazione "dinamica" del messaggio di Alexander: venne accolta l'indicazione degli alleati di spostare in pianura alcuni gruppi e attività, mentre fu sostanzialmente disatteso l'ordine di sospendere le attività di guerriglia.
Il 7 dicembre 1944 fu firmato a Roma un accordo noto come Protocolli di Roma fra una delegazione del CVL in rappresentanza del Comitato di Liberazione Nazionale Alta Italia e gli alleati sulla struttura e il funzionamento del comando, che vedeva Cadorna come comandante e Parri e Longo come vice-comandanti per le operazioni, con il controllo di fatto della maggior parte delle formazioni combattenti.
La repressione nazifascista si intensificò durante l'inverno e Parri fu arrestato dalle SS a Milano, di ritorno dalla missione a Roma; dopo un tentativo fallito di liberazione da parte dei partigiani, fu rilasciato in seguito a una trattativa dello statunitense Allen Welsh Dulles con il comandante SS Karl Wolff. 
Nel febbraio 1945 Cadorna diede le dimissioni dal comando generale, in protesta per la mancata definizione della sua autorità di comandante; le dimissioni però non furono accettate e il 28 febbraio Cadorna le ritirò, partendo poi per una missione in Svizzera, a Lione e nell'Italia liberata con Parri, per esaminare insieme agli alleati il piano per l'insurrezione nazionale in vista dello sfondamento sulla linea Gotica.

### Primavera 1945
Nel marzo-aprile del 1945 le formazioni partigiane furono unificate in regolari unità militari sotto il comando del CVL. Il 16 aprile fu diramato l'ordine di passare all'attuazione dei piani prestabiliti e il 23 di "intensificare l'azione per la battaglia decisiva".
Terminata la guerra, come stabilito negli accordi con gli alleati a seguito della resa delle forze nazifasciste sul territorio italiano, entro il 15 giugno 1945 le formazioni partigiane del CVL procedettero alla riconsegna delle armi, sciogliendosi in quanto organizzazione armata e devolvendo ogni potere alle autorità alleate ed al governo italiano.

### Dopo la guerra
Con legge 21 marzo 1958, n. 285, il CVL ottenne il riconoscimento giuridico a tutti gli effetti di legge come Corpo militare regolarmente inquadrato nelle forze armate italiane.

## Comando
Inizialmente il comitato militare del CLN era formato da Manlio Brosio (PLI), Giorgio Amendola (PCI), Riccardo Bauer (PdA), Giuseppe Spataro (DC), Sandro Pertini (PSIUP) e Mario Cevolotto (DL).
Nel giugno 1944 con la costituzione del CVL fanno parte del vertice il comunista Luigi Longo, l’azionista Ferruccio Parri, il democratico-cristiano Enrico Mattei, il socialista Giovanni Battista Stucchi e, per le formazioni autonome, Mario Argenton. Consulente militare è il generale Giuseppe Bellocchio.
Il 3 novembre 1944 il Comando del CVL è assegnato al generale Raffaele Cadorna, affiancato, in qualità di vice-comandanti, dal comunista Luigi Longo e dall’azionista Ferruccio Parri. Capo dello stato maggiore fu il tenente colonnello Vittorio Palombo e dopo il suo arresto nel febbraio 1945, il maggiore Mario Argenton.
Nel 1947 i  componenti del Comando generale del CVL: Raffaele Cadorna (Presidente), Ferruccio Parri (Partito d’Azione), Luigi Longo (Partito Comunista), Enrico Mattei (Democrazia Cristiana), Giovanni Battista Stucchi (Partito Socialista), e Mario Argenton (Partito Liberale, Autonomi) divennero il primo comitato direttivo della "Fondazione CVL". Inoltre furono chiamati a farne parte, in rappresentanza delle formazioni partigiane storiche, Francesco Scotti per le Brigate Garibaldi, Eugenio Cefis per le Brigate del Popolo, Enrico Martini per le formazioni Militari e Autonome, Enrico Gandolfi per Giustizia e Libertà, Guido Mosna per le Brigate Matteotti.